# Бард, Митчелл
Митчелл Джеффри Бард (англ. Mitchell Geoffrey Bard, род. 1959) — политический аналитик, специализирующийся в области американской внешней политики, в частности политики США на Ближнем Востоке.
Бард — исполнительный директор некоммерческой организации «Американо-израильская объединённая инициатива»(«AICE»), директор «Еврейской виртуальной библиотеки» (JVL). Он автор и редактор около 20 книг, его статьи публикуются в научных журналах и центральных газетах.
Бард — бывший главный редактор «Near East Report», еженедельного информационного бюллетеня по ближневосточной политике США, издаваемого «Американо-израильским комитетом по связям с общественностью» (AIPAC). До работы в AIPAC, был старшим аналитиком в «President Survey Research Group» во время избирательной кампании американского президента Джорджа Буша (старшего в 1988 г. Он давал интервью на Fox News, MSNBC, NBC, и «Дженни Джонс шоу».

## Образование
- 1981 : бакалавр экономики — Калифорнийский университет в Санта-Барбаре (UCSB)
- 1983 : магистр государственной политики — Калифорнийский университет в Беркли
- 1987 : доктор философии (PhD) по политологии 

 — Калифорнийский университет в Лос-Анджелесе.
- 1986—1987 : постдокторант — Калифорнийский университет в Ирвине.
  - Тема работы: спасение Израилем эфиопских евреев из Судана («Операция Моисей»).

## Работы

### Книги
- The Holocaust, 2001.
- The Water’s Edge And Beyond: Defining the Limits to Domestic Influence on U.S. Middle East Policy, 1991.
- U.S.-Israel Relations: Looking to the Year 2000, 1991.
- Myths And Facts: A Concise Record of the Arab-Israeli Conflict, with Joel Himmelfarb, 1992.
- Partners for Change: How U.S.-Israel Cooperation Can Benefit America, 1993.
- Forgotten Victims: The Abandonment of Americans in Hitler’s Camps, 1994.
- Building Bridges: Lessons For America From Novel Israeli Approaches To Promote Coexistence, 1997.
- The Complete Idiot’s Guide to World War II, 1998.
- The Complete Idiot’s Guide to Middle East Conflict, 1991; third edition 2002.
- The Complete History of the Holocaust, 2001.
- The Holocaust (ed), 2001.
- Мифы и факты. Путеводитель по арабо-израильскому конфликту = Myths and Facts: A Guide to the Arab-Israeli Conflict / пер. с англ. А. Курицкого. — М.: Еврейское слово, 2007. — 480 с. — ISBN 9785900309436.
- The Nuremberg Trials (ed), At Issue in History series, 2001.
- The Nuremberg Trials (ed), Eyewitness to History series, 2002.
- From Tragedy to Triumph: The Politics behind the Rescue of Ethiopian Jewry, 2002.
- On One Foot: A Middle East Guide for the Perplexed or How to Respond on Your Way to Class When Your Best Friend Joins an Anti-Israel Protest, 2002.
- The Founding of Israel, 2003.
- 1001 Facts Everyone Should Know About Israel, with Moshe Schwartz, 2005.
- Will Israel Survive?. — 2007.
- 48 Hours of Kristallnacht. — 2008.

### Журнальные статьи
- "How the Palestinian Arabs Became Refugees, " Discovery, (Spring 1981).
- "Ideology and Depression Politics I: Grover Cleveland (1893—1897), " Presidential Studies Quarterly, (Winter 1985)
- "The Turning Point in United States Relations with Israel: The 1968 Sale of Phantom Jets, " Middle East Review, (Summer 1988)
- «Interest Groups, the President, and Foreign Policy: How Reagan Snatched Victory From the Jaws of Defeat on AWACS,» Presidential Studies Quarterly, (Summer 1988)
- "The Evolution of Israel’s Africa Policy, " Middle East Review, (Winter 1988)
- «How Fares The Camp David Trio?» Orbis, (Fall 1990)
- "Behind the Wire, " [film review], The Public Historian, (Winter 1996)
- «How Special is the U.S.-Israel Relationship?» with Daniel Pipes, Middle East Quarterly, (June 1997)
- "Deconstructing George W. Bush’s Middle East Strategy, " Perspectives: An Israel Review, (Brown University, Fall 2003, Vol. I, Issue 1).
- "Academic Freedom as a Shield for Anti-Semitism, " The Journal of the James Madison Institute, (Summer 2005)

### Работы, опубликованные «AICE»
- «Learning Together: Israeli Innovations in Education that Could Benefit Americans»
- "Experience Counts: Innovative Programs For The Elderly In Israel That Can Benefit Americans
- «Good Medicine: Israeli Innovations In Health Care That Could Benefit Americans»
- «Breakthrough Dividend: Israeli Innovations In Biotechnology That Could Benefit Americans»
- «Rewriting History in Textbooks»
- «Tenured or tenuous: Defining the Role of Faculty in Supporting Israel on Campus»